# Hrabě Lewicki

Erb hrabat Lewickich

Hrabě Lewicki byl polský hrabě, který se uděloval zároveň s erbem. V Haličském království šlo o verzi polského erbu Rogala. 

## Popis erbu
Popis byl vytvořen v souladu s klasickými pravidly pro blason, tedy v heraldice užívaný formální slovní popis znaku (erbu).
Štít je rozdělen svisle na dvě části, pravé pole (z pohledu štítonoše) je červené, levé stříbrné. V levém poli se nachází hnědý zkroucený buvolí roh, pravé pole štítu obsahuje jelení paroh přirozené barvy. Nad štítem je umístěna hraběcí koruna a jako klenot dvě přilby. Přilba na pravé straně klenotu obsahuje černého dvouhlavého orla s červenou císařskou korunou a s nápisem I.II. (Josef II.) na prsou, přilba na levé straně má nad helmicí buvolí a jelení paroh ve stejné poloze jako jsou na štítu, obě přilby jsou na prsou ozdobeny zlatým šperkem. Přikryvadla na obou přilbách jsou červená se stříbrným lemováním.

## Udělení erbu
Erb byl udělen[kým?] 11. října 1783 Samuelu Vojtěchovi (Wojciechovi) Lewickému společně s titulem hrabě v Haliči a predikátem hoch- und wohlgeboren (vysoce urozený). Základem pro udělení predikátu byl patent z roku 1775, nález komise složené ze zástupců šlechty (Komisją Magnatów) a zapsané pozemkové vlastnictví.